# Roca Roja (Cercs)
La Roca Roja és una muntanya de 827 metres que es troba al municipi de Cercs, a la comarca catalana del Berguedà.